# Sea of Sorrow
«Sea of Sorrow» (укр. Море скорботи) — пісня американського рок-гурту Alice in Chains, третій сингл з дебютного альбому Facelift (1990).

## Історія пісні
Кантрелл описав у тексті пісні два епізоди, які сталися з ним із різницею у два роки, але були ідентичні: його стосунки з дівчиною починалися благополучно, але згодом ставали руйнівними.
Автором відеокліпу на пісню мав стати режисер Пол Рахман. Він отримав від лейбла вказівку зняти відеокліп на композицію «Sea of Sorrow», зробивши його трохи більш концептуальним, ніж попередній «Man in the Box». Лейбл наполягав на тому, щоб кліп зняли не чекаючи закінчення туру Clash of the Titans, і під тиском Columbia режисер погодився розпочати негайно. Запис кліпу був пов'язаний з багатьма проблемами: пошкодження обладнання, повільне встановлення декорацій, конфліктна поведінка музикантів Alice in Chains. Керівництву Columbia Records відео не сподобалося, і його виправляли кілька разів. На черговому дзвінку з віцепрезидентом Columbia Рахман сердито кинув трубку, після чого багато років не працював з лейблом. У ротацію на MTV потрапила версія «Sea of Sorrow» Рахмана. Проте існує ще один варіант кліпу, який закінчив режисер Мартін Аткінс, доповнивши відео знятим пізніше чорно-білим матеріалом.